# Кристиан Фредерик цу Штольберг-Вернигероде
Граф Кристиан Фредерик цу Штольберг-Вернигероде (нем. Christian Friedrich zu Stolberg-Wernigerode; 8 января 1746, Вернигеродский замок — 26 мая 1824, Петервальдау, Силезия (ныне Нижнесилезское воеводство, Польша) — немецкий аристократ, представитель графского рода Шторбергов из Гарца, в 1778 году унаследовал титул графа Вернигероде.

## Биография
Сын Генриха Эрнеста цу Штольберг-Вернигероде, графа Штольберг-Вернигероде. Его мать была второй женой Генри Эрнеста, принцессой Кристианой Анной Агнессой из князей Ангальт-Кётен династии Асканиев, дочерью Августа Людвига цу Ангальт-Кётена.
С 1764 по 1767 год обучался университете Галле. Во время учёбы присоединился к масонской ложе zu den drei Degen. Летом 1767 года получил четвертый, а позже пятый класс в масонской ложе в Лейпциге.
До 1796 года граф Кристиан Фредерик был деканом Хальберштадта и пробстом Вальбека.
В 1790 году стал рыцарем Бранденбургского рыцарского ордена Святого Иоанна Иерусалимского госпиталя.
В 1797 году награждён Орденом Красного орла Королевства Пруссия, а в 1803 году — орденом Чёрного орла.

## Семья
Кристиан Фредерик женился на графине Августе Элеоноре Штольберг-Стольберг (10 января 1748 — 12 декабря 1821), дочери графа Кристофера Людвига Штольберг-Стольберга. В браке родились дети:
- Анна (1770—1819), в 1797 году вышла замуж за барона Алессандро ди Вилиха ;
- Луиза (1771—1856), в 1807 году вышла замуж за Маурицио Хаубольда из Шёнберга ;
- Генрих (1772—1854), в 1799 году женился на принцессе Джованне (Йенни) Шёнбург-Вальденбургской ;
- Мария (1774—1810), вышла замуж за принца Генриха LIV Ройсса Лобенштейна в 1803 году ;
- Фердинанд (1775—1854), в 1802 году женился на графине Марии Агнессе Штольберг-Штольберг (дочери Фридриха Леопольда Штольберг-Штольберг); дочь Августа вышла замуж за кузена Рудольфа, младшего сына Генриха Штольберг-Вернигероде;
- Федерика (1776—1858), в 1806 году вышла замуж за Генриха Людовика, бургграфа и графа Дона-Шлодиен ;
- Эрнестина (1778—1781) ;
- Константин (1779—1817), в 1804 году женился на баронессе Эрнестине фон дер Рекке;
- Теодор (1783—1786) ;
- Антон (1785—1854), в 1809 году женился на баронессе Луизе фон дер Реке.

Среди его потомков — Мария Павловна Мекленбург-Шверинская, русская великая княгиня (1854—1920) и её мать Августа Рейсс-Шлейц-Кёстрицская (1822—1862), великая герцогиня Мекленбург-Шверинская, Генрих VII Рейсс-Кёстрицский (1825—1906), германский дипломат, Элеонора (великая герцогиня Гессенская) (1871—1937).